# Кім Леонід Олександрович
Леонід Олександрович Кім (якут. Леонид Александрович Ким, рос. Леонид Александрович Ким, 31 грудня 1916, Хабаровськ — 2 січня 1994, Якутськ) — якутський художник. Народний художник Якутської АРСР, Заслужений художник Росії.

## Біографія
Народився 31 грудня 1916 у Хабаровську.
У 1937 році закінчив Іркутське художнє училище.
У 1939 році переїхав до Якутії.
1939-1940 роки — керівник оргбюро Союзу радянських художників Якутії.
1941-1943 роки — брав участь на фронтах Другої світової війни.
1941-1974 роки — викладав в Якутському художньому училищі.
З 1953 по 1956 роки — голова Правління Якутського відділу Союзу художників РРФСР.
Помер 2 січня 1994 року

## Роботи
В повоєнні роки працював у жанрі сюжетно-тематичної картини. Художник надавав перевагу історико-революційним подіям, жанрово-тематичним композиціям. Особливою майстерністю вирізняються його портрети, для яких властиво віддзеркалення психологічних характеристик зображених людей («Вишивальниця», 1957; «Портрет ветерана громадянської війни на Далекому Сході Кім Бо Ні», 1965; «Портрет перекладача Г. Тарського», 1965; «Портрет народного артиста Якутської АРСР О.П. Самсонова», 1984). 
Леонід Кім проводив активну громадську работу, його педагогічна діяльність зіграла значну роль у вихованні цілого покоління якутських майстрів образотворчого мистецтва.
Учасник багатьох республіканських, зональних, російських художніх виставок.

## Нагороди
Народний художник Якутської АРСР, Заслужений художник Росії. Нагороджений медалями та Почесними грамотами Президіуму Верховної Ради Якутської АРСР, медалями Фонду Миру. Член Союзу художників СРСР.

## Вшанування пам'яті
Його іменем названо Якутський художній ліцей.